# سيغريد هيرتين
سيغريد هيرتين (بالسويدية: Sigrid Hjertén)‏ (27 أكتوبر 1885 - 24 مارس 1948) ، كانت رسامة سويدية حداثية. تعتبر هيرتين شخصية رئيسية في الحداثة السويدية. كانت تنتج اعمالا بشكل ضخم وشاركت في قرابة 106 معارض. عملت كفنانة لمدة 30 عامًا قبل أن تموت من مضاعفات عملية جراحية دقيقة لعلاج الفصام .

## السيرة الشخصية
ولدت سيغريد هيرتين في سوندسفال عام 1885. درست في الكلية الجامعية للفنون والحرف والتصميم ‏ في ستوكهولم وتخرجت كمدرسة الرسم. في حفل ضمن أحد الإستديوهات، في عام 1909 ، التقت هيرتين بزوجها المستقبلي، إسحاق غروينوالد ‏ ، والبالغ، وقتها، من العمر 20 عامًا. والذي كان قدد تتلمذ لعام تحت إشراف هنري ماتيس في باريس . أقنعها غرينوالد بأنها ستحقق المزيد كرسام. في وقت لاحق من ذلك العام انضمت إلى مدرسة ماتيس الفنية. قيل إنها كانت تلميذة ماتيس المفضلة بسبب حسها اللوني الجميل. 

### 1910s
أثناء دراستها تحت إشراف هنري ماتيس في باريس ، أعجبت بالطريقة التي تعامل بها هو و بول سيزان مع اللون. ظهر لك في رسوماتها في حقول الألوان المتناقضة ومعالمها المبسطة، وطريقة تحقيق أقصى قدر ممكن من التعبير. كانت نواياها الجمالية مرتبطة أساسًا بالألوان، وتحدثت في أعمالها اللاحقة منذ ثلاثينيات القرن الماضي عن ألوان مثل الأصفر البارد . سعت سيغريد للعثور على الأشكال والألوان التي يمكن أن تنقل مشاعرها. في هذا الصدد، يرتبط عملها ارتباطًا وثيقًا بالتعبيريين الألمان، مثل إرنست لودفيج كيرشنر ، مقارنة بالرسامين الفرنسيين، من خلال لعبهم الرشيق للخطوط.
بعد عام ونصف عادت إلى السويد. في عام 1912 ، شاركت سيغريد في عرض جماعي في ستوكهولم. كان معرضها الأول كرسام. في السنوات العشر التالية، شاركت في العديد من المعارض في كل من السويد والخارج، من بين أماكن أخرى في برلين في عام 1915 ، حيث تم تقبل اعمالها بشكل جيد جدًا. أعمال سيغريد عرضت أيضًا في المعرض التعبيري في قاعة الفنون في ليلجيفالش في ستوكهولم عام 1918 ، مع اثنين من الفنانين الآخرين. ومع ذلك، لم يكن النقاد المعاصرون متحمسين لفنها.
في فن سيغريد، حيث تكشف نفسها بشكل كبير، يلاحظ المرء مراحل مختلفة من التطور. ربما يكون تأثير ماتيس ملحوظًا في العشرينيات من القرن الماضي. خلال هذا العقد، ابتكرت سيغريد العديد من اللوحات التي تعكس المناظر الداخلية ومناظر من منزلها. غالبًا ما يظهر زوجها إسحاق غرينوالد وابنها إيفان، وكذلك هي نفسها، في لوحات تعانق أنواعًا مختلفة من النزاعات. في هذا الوقت، تعرفت سيغريد هجيرتين على الفن الذي خلقه إرنست جوزيفسون ‏ أثناء مرضه.

### لوحة استوديو التصميم الداخلي Ateljéinterior

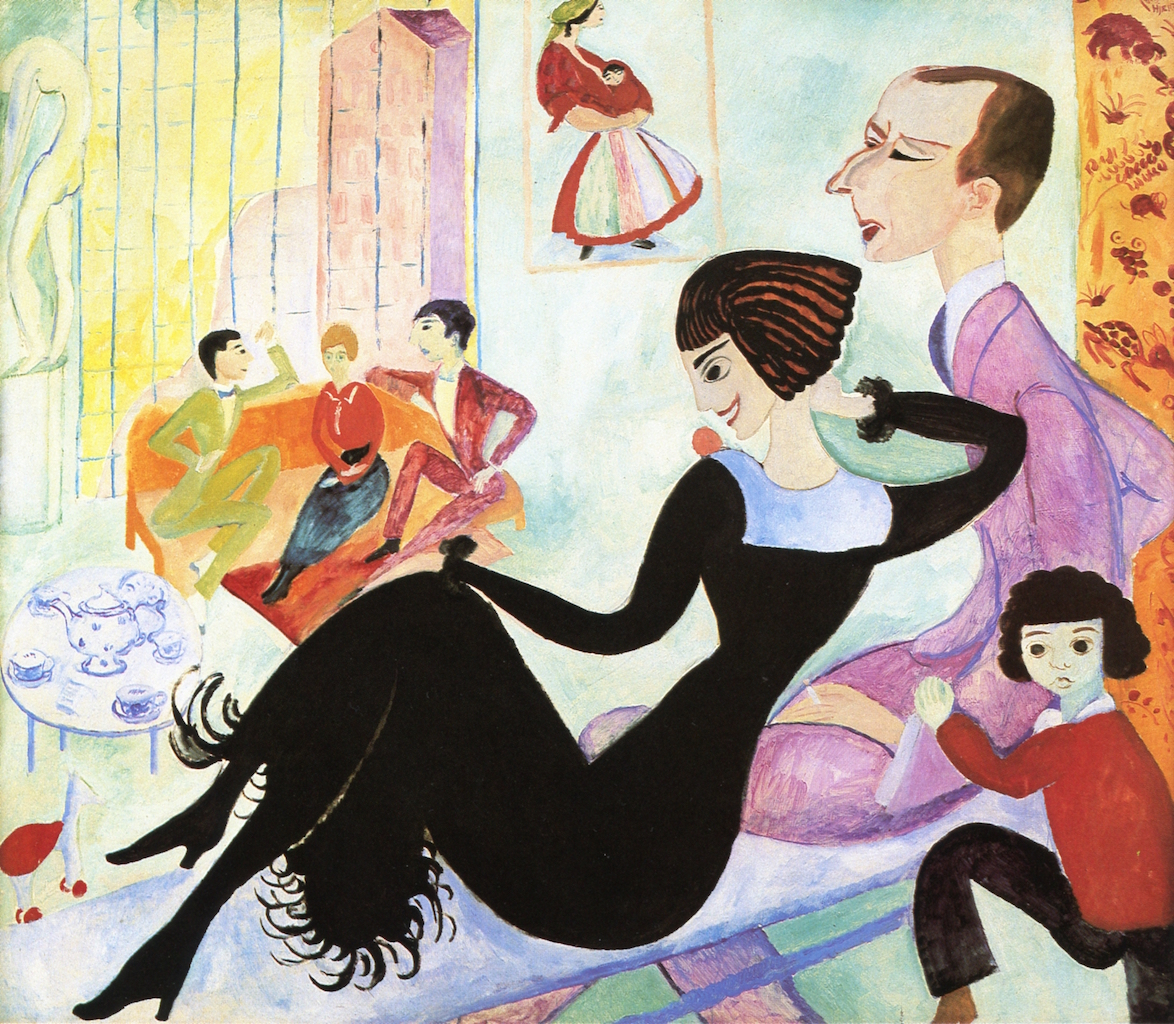
Ateljéinteriör 1916 - أحد أعمال سيغريد االأكثر شهرة.

تظهر Ateljéinteriör (استوديو التصميم الداخلي) من عام 1916 مدى مخالفة سيغريد للفن في وقتها. تصف اللوحة الأدوار التي لعبتها كفنانة وامرأة وأم: هويات مختلفة في عوالم مختلفة. تجلس هيرتين على الأريكة بين فنانين   - زوجها، إسحاق غرينوالد، وربما إينار جولين ‏   - الذان يتحدثان مع بعضهم البعض من فوق رأسها. عيناها الزرقاء الكبيرة تحدق في المسافة. في المقدمة امرأة ترتدي ملابس سوداء   - تغيير الأنا المتطورة   - يميل ضد شخصية من الذكور قد يكون الفنان نيلز فون دارديل . ابنها إيفان يزحف من الزاوية اليمنى. في الخلفية، نلمح إحدى لوحات هجيرتين في تلك الفترة، وهي Zigenarkvinna (امرأة غجرية). تعد كل من لوحتي Ateljéinteriör و Den röda rullgardinen ( المكفوف الأحمر) ، من عام 1916 ، لوحات جريئة أدت في السنوات الأخيرة إلى تفسيرات جديدة تستند إلى دراسات جنسانية معاصرة وتكشف عن معلومات عن حياة الفنان الخاصة.

### 1920s
بين عامي 1920 و 1932 ، عاشت سيغريد هيرتين وعائلتها في باريس، وقاموا بالعديد من الرحلات إلى الريف الفرنسي والريفيرا الإيطالية للرسم. كان هذا عصرًا متناغمًا نسبيًا في فن هيرتين، لكن المعروضات كانت محدودة للغاية في هذه الفترة. غالبًا ما زار زوجها ستوكهولم حيث كان لديه مهنة متميزة. في أواخر العشرينات من القرن العشرين عانت هيرتين من أمراض نفسية جسدية مختلفة، واشتكت من الشعور بالوحدة.
مع مرور الوقت، يمكن ملاحظة التوتر المتزايد في فنها الذي يرتفع ويصل إلى ذروته مباشرة قبل أن يجبرها المرض على التوقف كفنانة. في أواخر العشرينيات من القرن العشرين، بينما كانت معزولة جدًا في فرنسا، بدأت الألوان الباردة والأغمق تظهر في رسوماتها. ساعدت السكتات الدماغية القطرية المتكررة في إعطاء اللوحات انطباعًا متوترًا. خلال ثلاثينيات القرن العشرين، رسمت هجيرتين رسومات مبتكرة تتميز بنغمات تهديدية، وتنامي غيوم العواصف، ومشاعر الهجر.

### 1930s
في عام 1932 ، قررت سيغريد العودة إلى ستوكهولم. ولكن أثناء تجهيزات الأنتقال انهارت. وصلت إلى السويد وتم نقلها مؤقتًا إلى مستشفى بيكومبرجا للأمراض النفسية و هي تعاني من أعراض الفصام . تعافت نسبيا، وفي العامين التاليين (1932–1934) توجت فنون هيرتين في ذروتها، حيث رسمت صورًا تعبر عن المشاعر المحملة بقوة. كرست نفسها للرسم بشكل مكثف، ورسمت لوحة كاملة كل يوم، كتاب الصور من حياتها ، وفقا لمقابلة في مجلة الفن السويدية باليتين . بعض اللوحات تشع الرعب بينما يعطي البعض الآخر انطباعًا دافئًا ومتناسقًا.
خلال عام 1934 ، سافرت مع عائلتها إلى جنوب أوروبا ، حيث رسمت. في نهاية المطاف، صنعت هيرتين اسمها كفنانة بين النقاد في عام 1935 ، عندما عرضت أعمالها مع إسحاق في جوتنبرج . ومع ذلك، كان لدى معظم النقاد المعاصرين موقفا سلبيا وساخرا تجاه أعمال هيرتين الفنية، وكثير منهم كتبوا نقدا مسيئا للغاية. فكانت لوحاتها تسمى حماقة، وجنون، وأهوال ومنتجات الإعاقة.
حصلت على تقدير العموم في عام 1936 ، عندما أقامت معرضًا منفردًا في أكاديمية الفنون السويدية الملكية في ستوكهولم . «بعد مشاهدة ما يقرب من 500 عمل في معرضها بأثر رجعي عام 1936 ، كان رد النقاد بالإجماع: تم الترحيب بالمعرض باعتباره واحداً من أكثر الأعمال البارزة لهذا الموسم وتم تكريم سيغريد هجيرتين كأحد أعظم الفنانين الحديثين في السويد وأكثرهم أصالة. وهكذا، اكتسبت اعترافًا - لكن بعد فوات الأوان.» 
طلقها إسحاق، والذي كان له عشيقات عديدة على مر السنين، وتزوج مرة أخرى. توفي كل من إسحاق وزوجته الجديدة في وقت لاحق في حادثة طيران في عام 1946.
في أواخر ثلاثينيات القرن العشرين، عانت سيغريد من المرض العقلي بشكل متزايد، وشُخِّصت الإصابة بمرض انفصام الشخصية، ودخلت، بشكل دائم، إلى مستشفى بيكومبرجا للأمراض النفسية في ستوكهولم، حيث بقيت طوال حياتها. بعد عام 1938 تضاءل إنتاجها الفني. وبعد عملية جراحية فاشلة، توفيت في ستوكهولم عام 1948.

### الإرث
بلغ إجمالي إنتاج سيغريد أكثر من 500 لوحة، بالإضافة إلى الرسومات والألوان المائية. اضطرت سيغريد إلى محاربة التحامل ضدها طوال حياتها المهنية. تبدو لوحاتها شخصية للغاية بالنسبة للعصر الذي صنعت فيه، عندما كانت قضايا اللون والشكل في صدارة أذهان الفنانين. غالبًا ما تجلى اهتمامها بالبشرية في المؤلفات الدرامية وحتى المسرحية، في حين أن أسلوبها في اللون كان عاطفيًا ونظريًا.